# 191856 Almáriván
Az 191856 Almáriván (191856) 2004 VW69 a Naprendszer fő kisbolygóövében található aszteroida. Piszkéstetőn fedezte fel Sárneczky Krisztián 2004. november 11-én.
A kisbolygó elnevezését (191856) Almáriván-ra a Nemzetközi Csillagászati Unió 2011. december 9-én jóváhagyta. Almár Iván csillagászról lett elnevezve.